# Autopsy
Az Autopsy egy amerikai death metal zenekar, melyet 1987-ben alapított Chris Reifert dobos/énekes. Az autopsy angol orvosi kifejezés, magyar megfelelője a boncolás.  Az együttes 1995-ben feloszlott, de 2009 óta ismét aktívak.
Első négy lemezükkel felbecsülhetetlen hatást gyakoroltak a műfajra. A Cannibal Corpse, a Deicide, az Entombed, a Dismember, a Gorefest, az Immolation és a Vomitory is fontos hatásaként jelöli meg az Autopsyt.
Sötét hangulatú death metal zenéjük jellegzetessége, hogy dalaikban gyakran alkalmazzák a doom metal ismertetőjegyeit. Megbotránkoztatást kiváltó lemezborítóik és dalszövegeik központi témája a gyilkolás, a kínzás, az emberdarabolás és a hullagyalázás.

## Történet

### Kezdetek (1987-1991)
Az együttest 1987-ben alapította Chris Reifert, aki korábban a Death tagja volt. Hozzá csatlakozott Eric Cutler gitáros és Danny Coralles másodgitáros. Az együttest azzal a céllal hozták létre, hogy a lehető legbrutálisabb zenét alkossák meg. Nem sokkal később csatlakozott hozzájuk Eric Eigard basszusgitáros. Eredetileg egy külön énekessel dolgoztak, de végül úgy döntöttek, hogy Reifert tölti be ezt a szerepkört is a dobolás mellett. Első hanganyaguk egy demó volt, mely Demo '87 címmel jelent meg 1987-ben. A megjelenést követően Eigard azonban elhagyta az együttest, helyére Ken Sorvari került. A kiadványt még egy demó követte, mely 1988-ban látott napvilágot Critical Madness címmel. Az anyagra Jeff Walker (Carcass) is felfigyelt, aki beajánlotta az együttest Paul "Hammy" Halmshaw-nak a Peaceville Records tulajdonosának. Még mielőtt nekiálltak volna a debütáló album rögzítésének Ken Sorvari bejelentette távozását.
A debütáló albumot 1989 januárjában rögzítették. A Severed Survival címre keresztelt korongra Steve DiGiorgio játszotta fel a basszussávokat, aki ekkoriban a Sadus basszusgitárosa volt. Az egyszerű felépítésű, thrash metal és doom metal hatásokban bövelkedő dalokat tartalmazó album jó visszhangot kapott a death metal undergroundban. A dalok szövegeit Reifert írta, aki a brutális horror/gore koncepciót részesítette előnyben.
A megjelenést követően Sorvari visszatért az együttes soraiba. 1990-ben európai turnéra indultak, a Bolt Thrower, a Pestilence és a Morgoth társaságában. A turné végeztével megkérték Sorvari-t, hogy hagyja el a zenekart. Helyére Steve Cutler
került. Az együttes következő turnéján már Cutler basszusgitározott. A körút során a Paradise Lost társaságában játszottak.

### Klasszikus éra, feloszlás (1991-1995)
1990-ben egy EP-t jelentettek meg Retribution for the Dead címmel. A második teljes hosszúságú album 1991-ben jelent meg Mental Funeral címmel. Zeneileg a debütalbum által elkezdett irányt folytatták. A ma már klasszikusnak számító lemez nagy hatást gyakorolt a death metal műfajra, főleg annak svéd képviselőire. Cutler azonban elhagyta az együttest, helyére Josh Barohn került, aki korábban a Suffocation tagja volt. Azonban ő sem maradt sokáig, így az  1991-ben kiadott Fiend for Blood címre keresztelt EP-n ismét Steve DiGiorgio basszusozott. A megjelenést követően Barohn visszatért, így a harmadik lemezen már ő basszusgitározott. Az 1992-ben megjelent Acts of the Unspeakable az együttes legszélsőségesebb albuma, melynek death/doom metal dalai továbbra is gyomorforgató szövegekkel lettek ellátva. A középtempós dalok mellé beékelődtek rövid, punkos egyszerűséggel feljátszott rövidebb dalok is. A borító egy haláltábort ábrázol, pontosabban csak egy kis részletét, mivel a zenekart több kritika is érte lemezborítóik miatt. Ezért a teljes festményt csak a belső borítóban tették megtekinthetővé. A megjelenést követően Barohn ismét elhagyta az együttest, helyére Freeway Migliore került.
Az anyagot népszerűsítő turné azonban a vártnál kevesebb sikert aratott, így felmerült a feloszlás gondolata is. Utolsó albumukat 1995-ben rögzítették. A Shitfun címre keresztelt anyagon ismét nagy szerepet kaptak a rövid punk/hardcore hatású dalok, a sötét hangulatú doom/death szerzemények mellett. Reifert ismét perverz dalszövegeket írt, melyek olyan témákat jártak körbe, mint a hullagyalázás, vagy a koprofágia. Utóbbira utal a bizarr lemezborító is.
A megjelenést követően az együttes feloszlott, Reifert pedig megalakította Abscess névre keresztelt zenekarát, de Corallesszel is zenélt a The Ravenous nevű formációban. Míg Reifert az Abscess soraiban zenélt, addig két Autopsy válogatás is megjelent. A Ridden with Disease 2000-ben, míg a Torn from the Grave 2001-ben látott napvilágot. 2004-ben egy koncertlemez is megjelent Dead as Fuck címmel.

### Újjáalakulás (2008-napjainkig)
2005-ben a Metal: A Headbanger’s Journey című dokumentumfilm állított nekik emléket. A film narrátora Sam Dunn részleteket olvas fel Charred Remains című daluk szövegéből. Az évtized közepén pletykák kezdtek terjengeni egy esetleges újjáalakulásról, azonban Danny Coralles gitáros cáfolta a pletykákat. Nyilatkozatában kifejtette, hogy nem kíván részt venni egy Autopsy újjáalakulásban, valamint elmagyarázta, hogy nagyon alulértékelt zenekarnak tekinti az Abscesst.
2008 szeptemberében azonban újra együtt muzsikált az Autopsy, mégpedig a Severed Survival album újrakiadása során. Az együttes két új számot rögzített, melyek folytatták a 90-es években készült lemezeik irányvonalát.
2009 júliusában bejelentették, hogy fellépnek a Maryland Deathfest-en.
2010 júniusában az Abscess hivatalosan is feloszlott, Reifert pedig kijelentette, hogy az Autopsy új nagylemezre készül. Először egy EP jelent meg 2010. szeptember 13-án. Az 5 dalt tartalmazóThe Tomb Within jó kritikákban részesült. Az anyagon a Reifert-Coralles-Cutler hármas mellett egy új tag, Joe Trevisano kezelte a basszusgitárt. A megjelenést követően stúdióba vonultak, hogy rögzítsék a visszatérő nagylemezt, mely 2011-ben jelent meg Macabre Eternal címmel. Napjainkig további két nagylemezük: a The Headless Ritual (2013) és a Tourniquets, Hacksaws & Graves (2014) és egy DVD-jük, a Born Undead (2012) jelent meg.

## Tagok

### Jelenlegi Tagok
- Chris Reifert – dob/ének (1987–napjainkig)
- Danny Coralles – gitár (1987–napjainkig)
- Eric Cutler – gitár (1987–napjainkig)
- Joe Trevisano - basszusgitár (2010–napjainkig)

### Korábbi Tagok
- Eric Eigard – basszusgitár (1987–1988)
- Ken Sorvari – basszusgitár (1988)
- Steve Cutler – bass (1990–1991)
- Josh Barohn – basszusgitár (1991–1993)
- Freeway Migliore – basszusgitár (1993–1995)
- Dan Lilker - basszusgitár (A 2010-es Maryland Deathfest koncerten.)

### Kisegítő zenészek
- Steve DiGiorgio – basszusgitár (a Severed Survival és a Fiend for Blood c. anyagokon)

## Diszkográfia
Nagylemezek
- Severed Survival (1989)
- Mental Funeral (1991)
- Acts of the Unspeakable (1992)
- Shitfun (1995)
- Macabre Eternal (2011)
- The Headless Ritual (2013)
- Tourniquets, Hacksaws & Graves (2014)

EP-k/Kislemezek
- Retribution for the Dead (1990)
- Fiend for Blood (1991)
- Horrific Obsession (2009)
- The Tomb Within (2010)

Koncertlemezek
- Dead as Fuck (2004)
- Dark Crusades (2010)

Demók
- 1987 Demo (1987)
- Critical Madness (1988)

Válogatáslemezek
- Ridden with Disease (2000)
- Torn from the Grave (2001)
- All Tomorrow's Funerals (2012)

## Külső hivatkozások
- Autopsy honlap